# NGC 1731
NGC 1731 ist ein offener Sternhaufen und ein Emissionsnebel im Sternbild Schwertfisch am Südsternhimmel und hat eine Winkelausdehnung von 8,0' und eine scheinbare Helligkeit von 9,9 mag. Er wurde am 23. Dezember 1834 vom britischen Astronomen John Herschel entdeckt und wird auch als ESO 85-SC12 bezeichnet.